# Jean Otth
Jean Otth (* 16. November 1940 in Lausanne; † 31. Oktober 2013 in Chavannes-près-Renens) war ein Schweizer Videokünstler.

## Leben und Werk
Jean Otth studierte Kunstgeschichte und Philosophie an der Universität Lausanne, parallel dazu besuchte er die Kunsthochschule von Lausanne. Von 1979 bis 2002 lehrte Otth an der École cantonale d’art de Lausanne (ECAL). Schon in den frühen 70er Jahren arbeitete Otth mit Video.

„My idea is to add to the movement that a painting creates in its immobility, a movement in itself. It is a time-movement which I also consider to be a colour, that can be added to the painter’s palette.“

## Ausstellungen (Auswahl)
- 1973: Biennale von São Paulo, São Paulo
- 1977: documenta 6, Kassel[3]
- 2005: Swiss Video Bunkier Sztuki, Krakau
- 2006: Swiss Video Tate Gallery of Modern Art, London
- 2013: Musée d’art moderne et contemporain, Genf[4]